# 黃應坤
黃應坤（1532年—1584年），字惟簡，號健所，直隸徽州府歙縣人，明朝政治人物。

## 生平
隆慶元年（1567年）丁卯科應天鄉試第九十九名舉人，隆慶二年（1568年）聯捷戊辰科會試第一百五十名，三甲第一百四十名進士。授浮梁縣知縣，丁母憂歸。服闋，起補新淦縣。萬曆三年（1575年）七月選授試監察御史，四年八月實授雲南道御史，六年巡按直隸，七年二月巡按山西，监己卯鄉試，九年五月彈劾寧化王府庶宗伴哥逞忿行兇，弒母殺弟。十年巡按山东，监壬午鄉試。擢升大理寺右寺丞，卒年五十三。

## 家族
曾祖黃明；祖父黃志禮，贈監察御史；父黃鏜，號古潭，官御史、南京刑部郎中。母方氏（封孺人）。慈侍下。兄黃應乾，弟黃應震。